# Savitr
Savitr ou Savitar (Sanskrit सवित्र् /ˈsævɨtər/ ; thème "savitṛ-") est une divinité du panthéon hindou. Sa fonction principale est de faire tourner le monde et de présider aux deux crépuscules.

## Description
Il est célébré dans le Rigveda, où il est l'un des Adityas, c'est-à-dire un des enfants de la déesse Aditi. En sanskrit, son nom signifie « incitateur, éveilleur, vivificateur (maître du mouvement) ». Savitar est ainsi, selon Georges Dumézil, « l'Impulseur », le plus actif des « dieux des commencements » dans la mythologie et dans les rituels.
Selon les circonstances on l'associe à ou on le distingue de Surya, « le soleil ». Lorsqu'il est distingué du soleil, il incarne l'influence divine ou le pouvoir vivificateur de l'astre du jour. Le soleil est nommé Savitr avant son lever, mais Sūrya entre l'aube et le crépuscule. Savitr est célébré dans onze hymnes complets du Rig Veda et dans des passages de beaucoup d'autres, son nom y étant mentionné environ 170 fois.
Il a été indentifié à Bhaga « Répartition, Fortune », en raison de son rôle de stimulateur matinal. 
Savitr cessa d'être une divinité indépendante dans le pantheon hindou après la fin de la période védique, mais au sein de l'hindouisme moderne, son nom apparaît dans le célèbre mantra Gayatri (originaire du troisième livre du  Rigveda; RV 3.62.10), qu'on connait aussi pour cette raison sous le nom de Sāvitrī.

## Culture populaire
Dans la série télévisée Flash, Savitar est le nom de l'antagoniste principal de la troisième saison.